# Beleg van Dordrecht (1049)
De 'Slag om' of het 'Beleg van Dordrecht' vond plaats in januari 1049 en kan ook omschreven worden als de Slag om Thuredrecht of Thuredrith. In de Annalen van Egmond staat (vertaald uit het Latijn) Graaf Dirk (IV), zoon van Dirk en Othelhildis, was te weining op zijn hoede voor zijn vijanden en is in Dordrecht gedood. In het origineel staat er: Apud Thuredrech; dat moet vertaald worden als 'in Dordrecht'. De naam refereert aan de rivier de Thuredrith die dwars door de plaats Dordrecht naar de rivier de Merwede stroomde en waarnaar de ontluikende nederzetting werd genoemd. De huidige Voorstraats- en Wijhaven zijn daarvan nog steeds de resten.

## Aanleiding
In 1018 vond de Slag bij Vlaardingen plaats die voortvloeide uit een tol, die de toenmalige Friese graaf Dirk III in Hollandse wateren hief. Hij was in deze slag succesvol, waardoor zijn opvolger en zoon Dirk IV doorging met tol heffen. De koopvaarders uit de bisdommen Utrecht, Luik en Keulen waren hier nog steeds verbolgen over, wat resulteerde in een tweede strafexpeditie naar West-Frisia in1047. Hierbij verloor Dirk IV zijn sterkte in Vlaardingen en zijn burcht in Rijnsburg werd ook verwoest. De graaf achtervolgde het keizerlijk leger bij hun terugtocht en wist zo nog veel slechtoffers te maken.

#### Fabel Alert
In de zomer van 1048, toen de rust in West-Frisia was teruggekeerd, nam Graaf Dirk IV deel aan een toernooi in Luik. Daar werd hij door verschillende edelen genegeerd of uitgescholden vanwege conflicten uit het verleden, en volgens andere, even onbetrouwbare bronnen, zou hij daar de broer van de bisschop gedood hebben tijdens het toernooi.
Terug in West-Frisa liet hij uit wraak alle handelsschepen van Luikse en Keulse kooplieden in beslag nemen.
Met de volmacht en goedkeuring van keizer Hendrik III trokken huurlingen uit de bisdommen van Luik, Utrecht, Metz en Keulen naar Dordrecht om Dirk IV aan te vallen.

#### Einde Fabel Alert
Graaf Dirk liep echter wel degelijk nog gevaar omdat de keizer zich met de koning van Frankrijk had verbonden. Hij viel inderdaad de bisschoppen nog steeds lastig en pikte land van hen in. Daar kwamen ook nog aanvallen op bezit van de bisschop van Metz in Frankrijk nog bij. Op een hofdag in november 1048 besloten ze, in aanwezigheid van de keizer en met diens goedkeuring, in actie te komen.

## Voortgang
De legers van de bischoppen trokken via verschillende routes per schip op naar West-Frisia en troffen graaf Dirk IV in Thuredrith. Volgens de Egmondse Annalen voelde hij zich daar veilig, dus misschien had hij er een soort burcht. De soldaten wisten hem in ieder geval daaruit te lokken en lieten hem in een hinderlaag lopen. Waarbij hij gedood werd. Het was niet gebruikelijk dat een edele leenman van de keizer zo aan zijn einde kwam, dus of het met voorbedachte rade gebeurde of dat Dirk gewoon pech had is de vraag.

### Slag of Beleg
Of het plaatsje (want van een stad werd nog niet gesproken, Dordrecht kreeg pas tussen ca 1195 en 1220 stadsrechten) echt belegerd werd is onwaarschijnlijk. Verdedigingswerken uit de 11e eeuw zijn nooit gevonden. De plaats lag wel tussen de Maas en Merwede en aan weerszijden van de rivier de Thuredrith. Volgens romantische overleveringen kampeerden de bisschoppelijke legers aan de oostkant van de Thuredrith. Het was januari en  kleine groepen zouden op het smalste gedeelte van de rivier over het ijs naar de westzijde zijn overgestoken. Hiervoor is echter geen enkel historisch en archeologisch bewijs.

#### Einde Fabel Alert

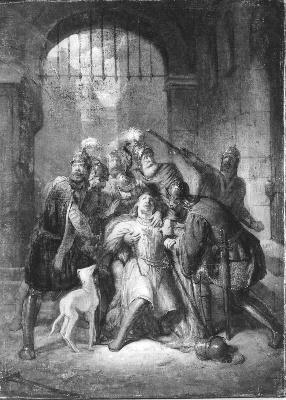
Graaf Dirk IV word getroffen door een pijl en door zijn metgezellen opgevangen, tekening Barend Wijnveld (1880)
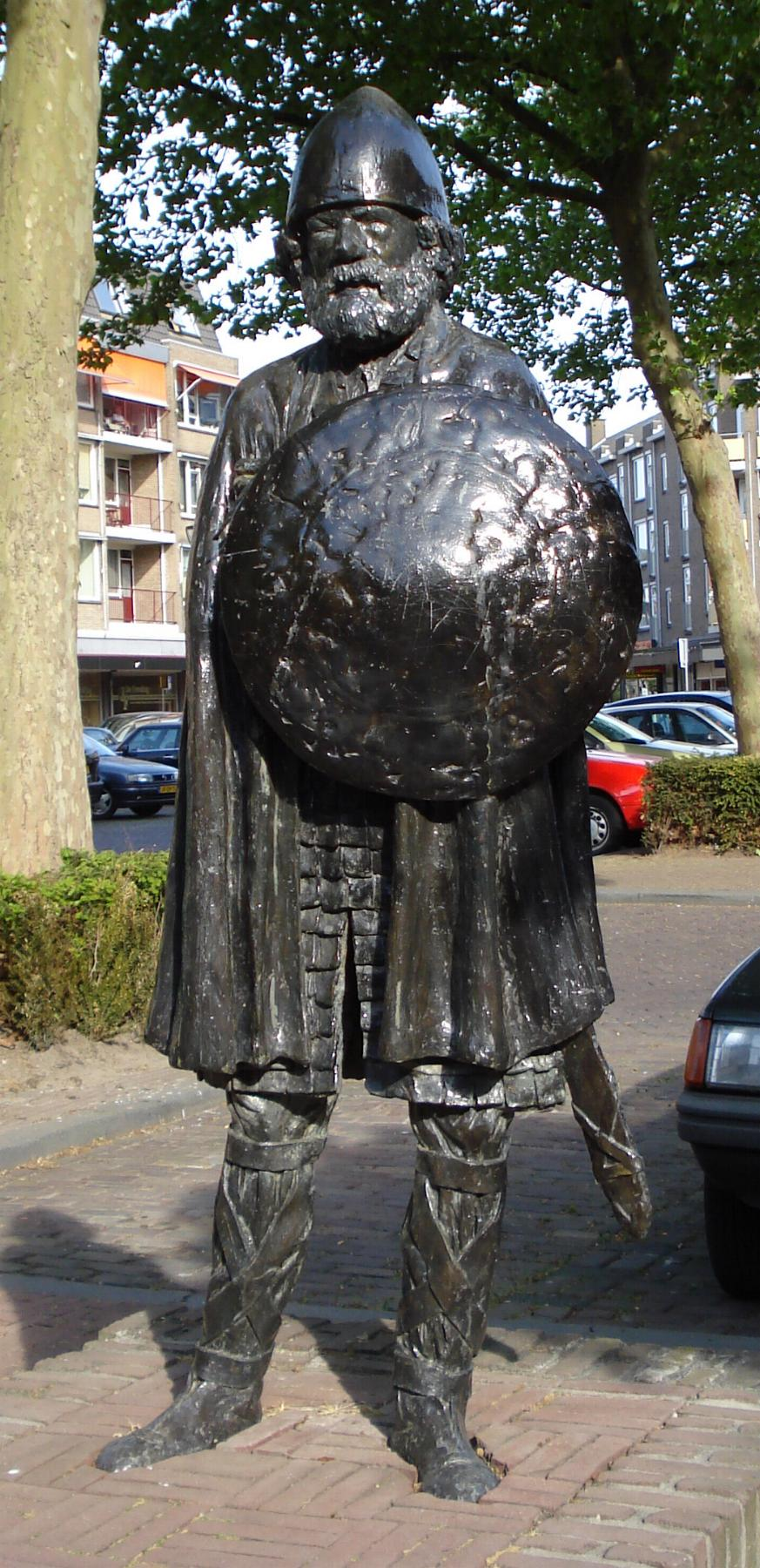
Beeld van Dirk IV aan de Varkensmarkt te Dordrecht, geplaatst in 1979 ter herinnering aan de gebeurtenis in 1049, ontwerp: Jan de Haas.
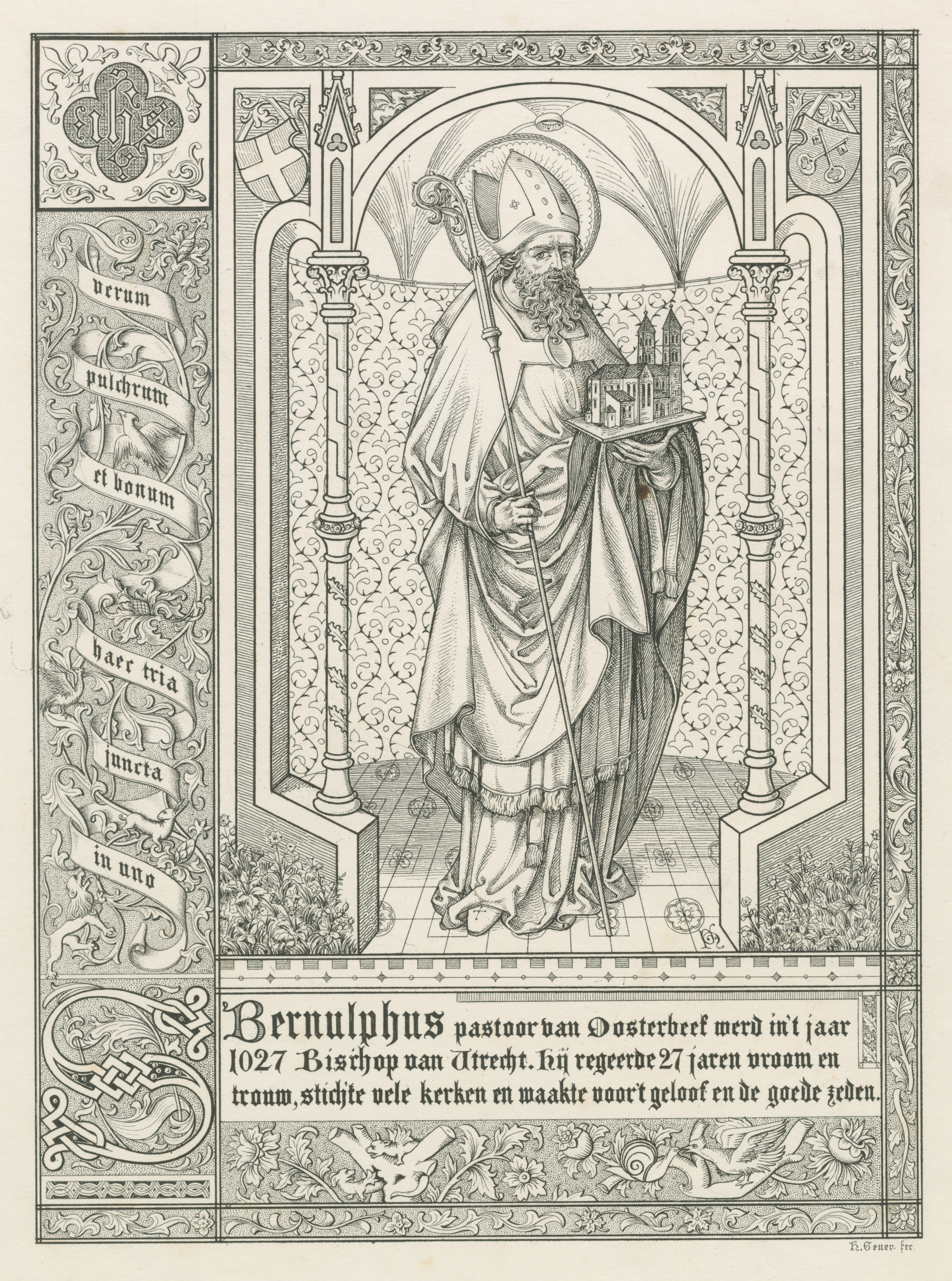
Bernold, Bisschop van Utrecht 1027-1054, 19e-eeuwse prent

## Dood van Dirk IV

#### Fabel Alert
Volgens nog meer van die onzin-overleveringen zou in de dagen daarna het volgende zijn gebeurd. Op de avond van 12 op 13 januari stak een adjudant of boogschutter van de bisschop van Keulen (of Luik) over naar de noordoostkant van de rivier. Hij verborg zich op de wallen (mogelijk de Voorstraat) en verschuilde zich in een van de onderkomens bij de kruising van de hedendaagse Wijnstraat en Gravenstraat. Daar wachtte hij Dirk IV op, die onderweg was naar zijn onderkomen. Dirk werd een giftige pijl in de borst geschoten en was dodelijk verwond. Hij stierf diezelfde dag in de verderop gelegen herberg. 
In de 11e eeuw waren er nog geen wallen om wat nog niet eens een samenhangende nederzetting was; er lagen een paar buurtjes aan weerszijden van het water, langs aan elke kant een dijkje, waarlangs aan de buitenkant nog geen bebouwing was. Dat er een herberg was is eveneens onwaarschijnlijk.

#### Ulrich (de Minstreel)
Een ander onzinnig verhaal gaat over een minstreel (zeer geromantiseerd door middeleeuwse proza en vooral mede door sagenvorming) genaamd Ulrich. Dit was een rondreizende muzikant, die neergestreken was aan het hof van de Hollandse graaf. Hij hoorde van het voorval van de graaf in Luik in de 'wandelgangen', dat de graaf per ongeluk de broer van de Luikse bisschop tijdens het toernooi dodelijk neerstak. Ulrich was echter zeer bevriend met de neergestoken heer, genaamd Engelbrecht en zon op wraak. Het zou deze Ulrich geweest zijn die de graaf dodelijk trof met een pijl.

## Nasleep
Hoe de gebeurtenissen in 1049 afliepen is niet bekend, al is er veel over gefantaseerd. Het enige dat wel bekend is is dat zijn broer Floris I graaf Dirk opvolgde omdat die geen kinderen had. Zijn regering (1049-1061) vormde weer een ander verhaal.
Of de inwoners van Thuredrith nog gevolgen van de aanval ondervonden is nergens opgetekend, maar hoe het verder met hen ging vertelt de geschiedenis van Dordrecht.
1049: Slag bij Thuredrith ·
1204: Plundering van Dordrecht ·
1299: Beleg door Wolfert I van Borselen ·
1304: Beleg door Jan II van Brabant ·
1407-1411: Oproer van Dordrecht ·
1418: Beleg door Jan IV van Brabant ·
1481: Inname door Jan III van Egmont ·
1572: Inname door Bartholt Entens van Mentheda ·
1672: Oproer van Oranjisten ·
1787: Inname door Pruisische troepen ·
1813: Bombardement door de Fransen ·
1940: Bezetting (WO2) ·
1945: Bevrijding (WO2)